# Atlantic Philanthropies
La Atlantic Philanthropies (AP) è una fondazione privata creata nel 1982 dall'uomo d'affari irlandese-americano Chuck Feeney. The Atlantic Philanthropies concentra la propria attenzione su cause di salute pubblica, sociali e politicamente liberali in Australia, Bermuda, Irlanda, Sudafrica, Stati Uniti e Vietnam. È tra i maggiori donatori stranieri di beneficenza in ciascuno dei paesi in cui opera, ed è il singolo maggior finanziatore di programmi che incoraggiano l'impegno civico degli anziani e di una riforma globale dell'immigrazione negli Stati Uniti. Con la più grande borsa di patrocinio mai avanzata da una fondazione, la Atlantic Philanthropies ha impegnato 27 milioni di dollari per ottenere il passaggio della Affordable Care Act negli Stati Uniti. Circa la metà delle sovvenzioni di Atlantic Philanthropies sono state fatte in donazioni che consentono di fare pressioni.
The Atlantic Philanthropies ha avviato un processo di ammortamento nel 2012 e il suo intero portafoglio sarà liquido entro la fine del 2016. In programma di chiudere definitivamente le porte nel 2020.

## Storia
L'uomo d'affari irlandese-americano Chuck Feeney fondò la Atlantic Philanthropies a Bermuda nel 1982. L'organizzazione ha fatto la sua prima sovvenzione di $ 7 milioni nello stesso anno alla Cornell University.
Feeney, che ha co-fondato Duty Free Shoppers (DFS), ha trasferito tutte le sue attività e l'intera quota di proprietà del 38,75% in DFS a quella che è diventata la Atlantic Philanthropies nel 1984. Per i primi quindici anni di esistenza dell'Atlantic, le donazioni sono state fatte in modo anonimo e alle organizzazioni che hanno ricevuto sovvenzioni è stato richiesto di firmare contratti che accettassero di non rivelare la fonte delle loro donazioni.
Le donazioni di Atlantic sono rimaste anonime fino al 1997, quando Feeney è stato coinvolto in una controversia commerciale per costringerlo a rivelare i finanziamenti per Atlantic.
Dalla sua fondazione nel 1982, la Atlantic Philanthropies ha distribuito circa $7,5 miliardi. The Atlantic Philanthropies è una fondazione a vita limitata che chiuderà le sue porte nel 2020.
Il presidente e amministratore delegato dell'Atlantic Philanthropies è Christopher Oechsli. È stato nominato nel 2011, succedendo a Gara LaMarche. Martin O'Brien è stato nominato Vice Presidente Senior dei Programmi poco dopo.

## Attività
AP concentra le sue donazioni in materia di invecchiamento, bambini e giovani, popolazione e salute, riconciliazione e diritti umani. A partire dal 2013, la Atlantic Philanthropies aveva distribuito $6,5 miliardi.

### Australia
In Australia, l'AP ha donato più di 500 milioni di dollari, compresi 250 milioni nel Queensland. Queste donazioni sono state dirette verso la costruzione o l'espansione di 20 centri di ricerca.

### Irlanda del Nord
Nell'Irlanda del Nord, AP ha sostenuto in modo controverso la commissione per i diritti umani dell'Irlanda del Nord nel suo lavoro per sviluppare e promuovere proposte per una proposta di legge per la regione. Ha anche finanziato una coalizione di gruppi della società civile, il Consorzio della Carda dei Diritti.

### Repubblica d'Irlanda
L'AP ha investito oltre 1 miliardo di dollari nell'istruzione di terzo livello sull'isola d'Irlanda, finanziando strutture di ricerca presso l'University of Limerick e la Dublin City University, nonché una biblioteca e un impianto sportivo presso il Trinity College. Le sovvenzioni dell'AP in Irlanda sono state accreditate da alcuni per stimolare l'economia irlandese negli anni '90.
Nel 2009, l'AP ha indicato che concederebbe € 80 milioni in Irlanda nel 2009 a progetti per bambini, anziani e diritti umani. Nel 2011, l'AP ha assegnato una sovvenzione di € 1,2 milioni a Barnados, una delle più note organizzazioni benefiche per bambini irlandesi.
Nel periodo 2004-13, l'AP ha fornito 11,5 milioni di dollari e consigli politici alla rete per l'uguaglianza di gay e lesbiche e altri tre gruppi irlandesi per i diritti degli omosessuali. Prima del referendum sul matrimonio omosessuale del 2015, il commentatore cattolico Breda O'Brien lo ha definito "Il denaro americano compra un referendum irlandese".
A partire dal 2014, un totale di 226 milioni di dollari in sovvenzioni atlantiche ha fatto leva su 1,3 miliardi di dollari di denaro del governo al sistema universitario irlandese.

### Stati Uniti
Nel marzo 2009, AP ha promesso 125 milioni di dollari all'University of California, a San Francisco, per finanziare un centro medico nel campus di Mission Bay. A quel tempo, era la più grande concessione che Atlantic Philanthropies aveva dato. Il progetto è stato inaugurato nell'ottobre 2010.
A partire da ottobre 2008, AP ha donato 27 milioni di dollari a Health Care for America Now (HCAN) per sostenere i loro sforzi per approvare la legge sulla protezione dei pazienti e sull'assistenza a prezzi accessibili. Era la più grande concessione di appoggio mai fatta da una fondazione.
Nel 2011, AP ha donato 350 milioni di dollari alla Cornell University per aiutare a costruire Cornell Tech, un nuovo campus universitario sulla Roosevelt Island di New York. A quel tempo, il regalo era la donazione più grande nella storia dell'università.

## Culmine delle sovvenzioni
Nel 2014, la Atlantic Philanthropies ha annunciato che stava facendo una serie di importanti sovvenzioni, inclusa una per promuovere la pace e i diritti umani nell'Irlanda del Nord, un'altra per finanziare una strategia nazionale per la demenza in Irlanda e una terza per espandere il Centro per il bilancio e priorità politiche, un gruppo di esperti liberali basato a Washington, DC.
I beneficiari delle sovvenzioni del 2016 includono la London School of Economics, per il supporto dell'International Inequalities Institute e del Rhodes Trust, per finanziare il neoistituito Atlantic Institute.
La Atlantic Philanthropies sta premiando l'Università di San Francisco e il Trinity College di Dublino, l'Università di Dublino, con 177 milioni di dollari per creare il Global Brain Health Institute, un'iniziativa pionieristica per arginare il precipitoso aumento della demenza allenando e collegando una nuova generazione di leader in tutto il mondo.